# 階戸照雄
階戸 照雄（しなと てるお、1955年2月24日 - ）は、日本の経営学者。日本大学大学院総合社会情報研究科特任教授。

## 略歴
この節の出典
1955年、奈良県奈良市に生まれる。奈良市立一条高等学校を経て、大阪外国語大学外国語学部イスパニア語学科（現・大阪大学外国語学部外国語学科スペイン語専攻）卒業。大学在学中、国際ロータリー財団奨学生として、メキシコ国立自治大学へ留学。
大学卒業後の1978年、富士銀行（現・みずほ銀行）に入行。ロンドン支店、新橋営業部、東京金融先物取引所（現・東京金融取引所）企画課長（出向）、パリ支店（副支店長）等で勤務。在職中、パリ政治学院やINSEADへ社費留学。1983年、INSEADで経営学修士（MBA）を取得。
2000年、みずほ信託銀行へ出向。営業部長、総合企画部担当部長を経て2003年にみずほフィナンシャルグループを退職。
- 2003年 - 2006年：朝日大学経営学部 教授
- 2006年 - 2021年：日本大学大学院総合社会情報研究科 教授
- 2012年 - 2020年：日本大学大学院総合社会情報研究科長
- 2014年 - ：『ファミリービジネスのガバナンスに関わる研究 ーパラレル・プランニング理論を中心としてー』で日本大学博士（国際関係）。
- 2015年 - ：興研 社外監査役
- 2021年 - ：日本大学大学院総合社会情報研究科 特任教授

## その他
- 米国公認会計士、宅地建物取引士、実用英語技能検定1級の資格を保有している[4]。
- 国際コミュニケーション英語能力テスト（TOEIC）のスコアは970点。
- 趣味は将棋で、アマチュア5段である。また、日本将棋連盟の公認普及指導員でもある。